# Göran Rossholm
Göran Rossholm, född 1945, är en svensk professor emeritus i litteraturvetenskap.
Rossholm blev filosofie doktor vid Stockholms universitet 1987 på en doktorsavhandling om Henrik Ibsens drama Når vi døde vågner.
Rossholms forskning har gällt tolkningsteori, narratologi och semiotik. Har gett ut ett flertal verk om narratologi och fiktionsteori och även skrivit om August Strindberg och Ibsen.